# Léa Moutoussamy
Pour les articles homonymes, voir Moutoussamy.
Léa-Mélissa Moutoussamy, née le 18 octobre 1997 à Paris, est une escrimeuse franco-algérienne. Elle a participé aux Jeux olympiques de Londres en 2012.

## Biographie
Léa Moutoussamy est la fille d'un couple mixte, sa mère étant française avec des origines Kabyles et son père français de la Guadeloupe, un archipel des Caraïbes. Ayant pour arme le sabre, elle choisit le temps d'une année de représenter l'Algérie en hommage à ses grands-parents kabyles.
Elle se distingue dans les compétitions cadettes et juniors en étant sacrée au niveau arabe, méditerranéen et continental entre 2011 et 2012, avec notamment une médaille d'or en sabre individuel dans la catégorie cadette et une médaille d'argent en juniors, ainsi que la médaille d'or par équipe en cadettes aux Championnats arabes 2011 à Abu Dhabi , une médaille d'or aux Championnats africains de 2011 à Alger, et une autre aux Championnats méditerranéens à Porec en 2012.  Elle participe en avril 2012 au tournoi de qualification olympique de la zone Afrique à Casablanca. C'est sa première compétition senior. Elle parvient à se qualifier pour les JO en battant la Sud-Africaine Plool Adele (15-11), de dix-sept ans son aînée.
Elle est la plus jeune escrimeuse de l'histoire à avoir participé aux Jeux olympiques,. Elle a alors 14 ans et 288 jours. Elle perd au premier tour du tournoi de sabre féminin individuel face à la Russe Sofiya Velikaya (15-8),.
En 2012, elle était membre de l'US Métro, à Paris et son entraîneur était Hervé Bidard.
Ses performances sur l'année 2012 lui permettent de remporter le prix du meilleur espoir algérien de l'année décerné par l'Agence de presse Algérie Presse Service.
Par la suite, après avoir été écartée pendant 3 années des compétitions, elle finit par continuer sa carrière d'escrimeuse junior avec la sélection française. Membre du Paris Université Club en 2016, elle est championne de France par équipe (N2) des moins de 20 ans l'année suivante. Elle rejoint ensuite le Racing club de France, club au sein duquel elle évolue en sénior, et avec lequel elle remporte le Championnat de France Sénior par équipe (N2) en 2019, à Bourges.